# 5270 Kakabadze
5270 Kakabadze (1979 KR) là một tiểu hành tinh vành đai chính được phát hiện ngày 19 tháng 5 năm 1979 bởi R. M. West ở Đài thiên văn Nam Âu.